# Akcent wyrazowy
Akcent wyrazowy (od łac. accentus „zaśpiew”) – wyróżnienie za pomocą środków fonetycznych niektórych sylab w obrębie wyrazu lub syntagmy.
W międzynarodowym alfabecie fonetycznym akcent główny oznacza się symbolem [ˈ], a słabszy akcent poboczny symbolem [ˌ] (np. usłyszymy [ˌuswɨˈʂɨmɨ]). W MAF symbole te umieszczane są przed sylabami, do których się odnoszą (w niektórych innych notacjach występują po tych sylabach) – uzasadnione jest to tym, że wiedza o sposobie akcentowania danej zgłoski potrzebna jest przed jej wymówieniem (przeczytaniem).

## Rodzaje
Rodzaje akcentu ze względu na użyte środki fonetyczne:
- akcent dynamiczny (ekspiracyjny, ekspiratoryjny, ekspiratoryczny) – akcentowana sylaba wymawiana jest z większą siłą, intensywnością
- akcent toniczny (melodyczny, prozodyczny) – akcentowana sylaba wymawiana jest specjalnym (np. wyższym) tonem (na przykład w języku szwedzkim, serbsko-chorwackim czy słoweńskim[3])
- akcent iloczasowy (rytmiczny) – akcentowana sylaba jest wymawiana dłużej.

Kategorie te nie są rozłączne, sylaba akcentowana może być bowiem wyróżniana za pomocą więcej niż jednego środka fonetycznego.
Akcent wyrazowy może być:
- stały pod względem fonetycznym – pada wówczas na jedną określoną sylabę we wszystkich wyrazach i formach wyrazu:
  - oksytoniczny – na ostatnią sylabę (np. w języku francuskim i perskim);
  - paroksytoniczny – na przedostatnią sylabę (np. w języku polskim, włoskim czy nahuatl);
  - proparoksytoniczny – na sylabę trzecią od końca (rzadko, np. w języku macedońskim i języku gruzińskim);
  - inicjalny – na pierwszą sylabę wyrazu (np. w czeskim, słowackim, węgierskim czy fińskim, także w gwarze podhalańskiej);
  - może też padać na drugą sylabę wyrazu, a w języku winnebago – na trzecią[5];
- albo swobodny – w różnych wyrazach i ich formach pada na sylaby o różnej pozycji w obrębie wyrazu (np. w języku rosyjskim);
- stały pod względem morfologicznym – pada we wszystkich formach fleksyjnych danego wyrazu na jedną i tę samą sylabę tego samego morfemu;
- albo ruchomy – w różnych formach danego wyrazu może padać na różne sylaby.

Obok akcentu wyrazowego wyróżnia się również tzw. akcent logiczny (zdaniowy) – wymawianie z naciskiem w zdaniu tych wyrazów, które są uważane przez mówiącego za bardziej istotne dla przekazywanej treści. Te ważniejsze części są wysuwane na początek wypowiedzenia lub na jego koniec.

## Przykłady w językach
Język polski
Akcent wyrazowy w języku polskim jest:
- stały pod względem fonetycznym;
- ruchomy pod względem morfologicznym: nowy, nowego;
- w zasadzie paroksytoniczny;
- proparoksytoniczny w: 
  - niektórych rzeczownikach zakończonych na -yka, -ika[7]: muzyka, technika;
  - liczebnikach zakończonych na -set: osiemset, dziewięćset;
  - czasownikach 1. i 2. os. liczby mnogiej czasu przeszłego: zrobiliśmy, przeżyliśmy (w dialekcie warszawskim występuje odejście od tej zasady i stosowany jest akcent paroksytoniczny: zrobiliśmy, przeżyliśmy);
  - czasownikach  w liczbie pojedynczej i 3. osoby liczby mnogiej w trybie przypuszczającym: byliby, odkroiłbym;
- akcent na 4. sylabę od końca:
  - w czasownikach 1. i 2. osoby liczby mnogiej czasu przeszłego w trybie przypuszczającym: zamieścilibyście, odprowadzilibyśmy;
- proparoksytoniczny lub paroksytoniczny w różnych wyrazach, zwykle pochodzenia obcego, niezakończonych na -yka ani -ika: prezydent lub prezydent, opera lub opera, biblioteka lub biblioteka, uniwersytet (w tym wyrazie akcent proparoksytoniczny występuje tylko w mianowniku liczby pojedynczej, a pozostałych przypadkach paroksytoniczny: uniwersytetu, -tetach, itd.), okolica lub okolica, w ogóle lub w ogóle.

Akcent poboczny pada z reguły na pierwszą sylabę w wyrazach dłuższych niż trzysylabowe.
Inne języki
W niektórych językach akcent wyrazowy jest cechą fonologiczną relewantną, na przykład hiszp. te gusto (lubisz mnie) i te gustó („polubiłeś(aś) go/ją”). W języku czeskim akcent jest inicjalny i pada na pierwszą sylabę zestroju akcentowego (dó Prahy).